# 리본 (잡지)
리본(RIBON)은 슈에이샤가 발행하는 일본의 월간 소녀 만화 잡지로, 1955년 8월 3일 창간되었으며 2005년 8월 창간 50주년을 맞이했다. 매월 3일에 발매한다.
영문자로 RIBON으로 표기하고 로마자로 RIBBON으로 표기한다.

## 개요
나카요시(코단샤 발행), 챠오(쇼가쿠칸 발행)와 대등한, 초·중학생을 위한 3대 소녀 만화 잡지의 하나이다. 이 세 잡지는 오랫동안 경쟁 관계에 있었지만, 현재는 〈챠오〉보다 ChuChu(쇼가쿠칸 발행·2005년 창간)편이 대상 연령, 만화의 내용으로 가깝게 되어 있다. 이전에는 나카요시·챠오외에 히토미(아키타 서점 발행)이라고 하는 경합 잡지가 존재하고 있었다.
주로 초등학교·중학교부터 고교생의 소녀를 타겟으로 하지만, 근년은 초등학교 고학년으로부터 중학생의 여자에게 독자층이 치우치는 경향에 있다. 만화의 내용은 초·중학생을 위한 3대 소녀 만화 잡지 중에서는 가장 어른스러워지고 있는 경향에 있어(초등학교 저·중학년에 있어 보면 난해한 작품이 적당히 있다), 독자의 평균 연령은 〈챠오〉와 비교해서 높지만, 유년 만화인 것 같음을 감지할 수 있는 작품도 많다. 2006년 7월에는 저연령층의 독자를 수중에 넣기 위해서, 별책 증간 아미~고!(あみ〜ご!)가 발간되었지만, 미디어 전개의 정체와 함께 현재 연재가 중단되었다.
코믹스는 〈리본 마스코트 코믹스〉의 라벨명으로 매월 15일 경에 발매되고 있다.
창간 50주년 때, 베네통·재팬과 제휴하고, 〈치비마루코짱〉이나 〈애니멀 골목길〉등의 캐릭터 T셔츠를 만들었던 적이 있다. 국제연합 세계 식량계획 (WFP)과도 제휴하고 있어, 매상의 일부는 WFP에 기부되었다.

## 연재작 목록

### 한국어판 발매
가나다순
- 《스타더스트★윙크(スターダスト★ウインク)》 (하루타 나나) 2009년2월호~
- 《CRASH!》 (후지와라 유카) 2007년5월호~

### 한국어판 미발매
가나다순
- 《나는 늑대。(ボクは狼。)》 (유우키 나치) 2011년1월호~
- 《마리모의 꽃〜최강무투파초등학생전설〜(まりもの花〜最強武闘派小学生伝説〜)》 (원작:아키모토 야스시, 만화:카스미 유우코) 2010년10월호~
- 《블루프렌드〜2nd season〜(ブルーフレンド〜2nd season〜)》 (에반 후미) 2011년7월호~
- 《세상의 끝(セカイの果て)》 (마키노 아오이) 2011년8월호~
- 《애니멀 골목길(アニマル横町)》 (마에카와 료) 1999년3월호~
- 《앵희화전(桜姫華伝)》 (타네무라 아리나) 2009년1월호~
- 《절규학급(絶叫学級)》 (이시카와 에미) 2008년8월호~
- 《제비의 스으(つばめのすぅ)》 (토리우미 리사코) 2011년1월호~
- 《퍼펙트・로즈(パーフェクト・ローズ)》 (오오우치 나츠미) 2011년8월호~
- 《프리티리듬(プリティーリズム)》 (원안:타카라토미・신소피아, 만화:아사부키 마리) 2010년8월호~
- 《HIGH SCORE》 (츠야마 치나미) 1995년4월호~
- 《히요코이(ひよ恋)》 (유키마루 모에) 2009년12월호~